# Japán az 1960. évi nyári olimpiai játékokon
Japán az olaszországi Rómában megrendezett 1960. évi nyári olimpiai játékok egyik részt vevő nemzete volt. Az országot az olimpián 17 sportágban 162 sportoló képviselte, akik összesen 18 érmet szereztek.

## Érmesek
| Érem  | Versenyző                                                                               | Sportág       | Versenyszám                  |
| ----- | --------------------------------------------------------------------------------------- | ------------- | ---------------------------- |
| Arany | Ono Takasi                                                                              | Torna         | Férfi nyújtó                 |
| Arany | Aihara Nobujuki                                                                         | Torna         | Férfi talaj                  |
| Arany | Ono Takasi                                                                              | Torna         | Férfi ugrás                  |
| Arany | Aihara Nobujuki Curumi Súdzsi Endó Jukio Micukuri Takasi Ono Takasi Takemoto Maszao     | Torna         | Férfi csapat összetett       |
| Ezüst | Macubara Maszajuki                                                                      | Birkózás      | Szabadfogás, 52 kg           |
| Ezüst | Mijake Josinobu                                                                         | Súlyemelés    | 56 kg                        |
| Ezüst | Takemoto Maszao                                                                         | Torna         | Férfi nyújtó                 |
| Ezüst | Ono Takasi                                                                              | Torna         | Férfi egyéni összetett       |
| Ezüst | Jamanaka Cujosi                                                                         | Úszás         | Férfi 400 m gyors            |
| Ezüst | Ószaki Josihiko                                                                         | Úszás         | Férfi 200 m mell             |
| Ezüst | Fudzsimoto Tacuo Fukui Makoto Isii Hirosi Jamanaka Cujosi                               | Úszás         | Férfi 4 × 200 m gyorsváltó   |
| Bronz | Tanabe Kijosi                                                                           | Ökölvívás     | Légsúly                      |
| Bronz | Josikava Josihisza                                                                      | Sportlövészet | Férfi szabadpisztoly         |
| Bronz | Ono Takasi                                                                              | Torna         | Férfi gyűrű                  |
| Bronz | Ono Takasi                                                                              | Torna         | Férfi korlát                 |
| Bronz | Curumi Súdzsi                                                                           | Torna         | Férfi lólengés               |
| Bronz | Hirakida Kóicsi Isihara Kacuki Ószaki Josihiko Simizu Keigo Tomita Kazuo Vatanabe Kazuo | Úszás         | Férfi 4 × 100 m vegyes váltó |
| Bronz | Tanaka Szatoko                                                                          | Úszás         | Női 100 m hát                |

## Atlétika
Férfi
| Versenyző                                                       | Versenyszám     | Előfutam | Előfutam | Negyeddöntő | Negyeddöntő | Elődöntő | Elődöntő | Döntő     | Döntő    |
| Versenyző                                                       | Versenyszám     | Idő      | Hely.    | Idő         | Hely.       | Idő      | Hely.    | Idő       | Helyezés |
| --------------------------------------------------------------- | --------------- | -------- | -------- | ----------- | ----------- | -------- | -------- | --------- | -------- |
| Hajasze Hirotada                                                | 200 m           | 22,3     | 3.       | kiesett     | kiesett     | kiesett  | kiesett  | kiesett   | kiesett  |
| Hajasze Hirotada                                                | 400 m           | 49,1     | 6.       | kiesett     | kiesett     | kiesett  | kiesett  | kiesett   | kiesett  |
| Ógusi Keidzsi                                                   | 400 m gát       | 52,4     | 3.       |             | kiesett     | kiesett  | kiesett  | kiesett   |          |
| Kurao Hiroshima                                                 | Maraton         |          |          |             |             |          |          | 2:29:40,0 | 31.      |
| Nobuyoshi Sadanaga                                              | Maraton         |          |          |             |             |          |          | 2:35:11,0 | 46.      |
| Vatanabe Kazumi                                                 | Maraton         |          |          |             |             |          |          | 2:29:45,0 | 32.      |
| Ógusi Keidzsi Hajasze Hirotada Okazaki Takajuki Hiroshi Shibata | 4 × 100 m váltó | 42,4     | 3.       |             | 42,2        | 5.       | kiesett  | kiesett   |          |

| Versenyző         | Versenyszám   | Selejtező | Selejtező | Döntő           | Döntő           |
| Versenyző         | Versenyszám   | Eredmény  | Helyezés  | Eredmény        | Helyezés        |
| ----------------- | ------------- | --------- | --------- | --------------- | --------------- |
| Szugioka Kunijosi | Magasugrás    | 195 cm    | 18.       | kiesett         | kiesett         |
| Noriaki Yasuda    | Rúdugrás      | 420 cm    | 22.       | kiesett         | kiesett         |
| Jun Ebina         | Távolugrás    | 683 cm    | 39.       | kiesett         | kiesett         |
| Yukishige Yasuma  | Távolugrás    | 734 cm    | 17.       | kiesett         | kiesett         |
| Okazaki Takajuki  | Távolugrás    | 758 cm    | 7.        | nem ált rajthoz | nem ált rajthoz |
| Óta Tomio         | Hármasugrás   | 15,42 m   | 18.       | kiesett         | kiesett         |
| Hiroshi Shibata   | Hármasugrás   | 14,93 m   | 25.       | kiesett         | kiesett         |
| Szakurai Kódzsi   | Hármasugrás   | 14,59 m   | 31.       | kiesett         | kiesett         |
| Okamoto Noboru    | Kalapácsvetés | 61,95 m   | 8.        | 60,08 m         | 13.             |
| Szugavara Takeo   | Kalapácsvetés | 59,32 m   | 21.       | kiesett         | kiesett         |

Női
| Versenyző              | Versenyszám   | Selejtező | Selejtező | Döntő    | Döntő    |
| Versenyző              | Versenyszám   | Eredmény  | Helyezés  | Eredmény | Helyezés |
| ---------------------- | ------------- | --------- | --------- | -------- | -------- |
| Akiko Fukuda           | Távolugrás    | 578 cm    | 20.       | kiesett  | kiesett  |
| Fumiko Ito             | Távolugrás    | 588 cm    | 14.       | 598 cm   | 12.      |
| Yasuko Kimura          | Távolugrás    | 545 cm    | 26.       | kiesett  | kiesett  |
| Yasuko Matsuda         | Súlylökés     | 13,51 m   | 15.       | kiesett  | kiesett  |
| Ucsida-Jokojama Hiroko | Diszkoszvetés | 43,78 m   | 18.       | kiesett  | kiesett  |

## Birkózás
Kötöttfogású
| Versenyző           | Versenyszám | 1. forduló                          | 1. forduló | 1. forduló | 2. forduló                         | 2. forduló | 2. forduló | 3. forduló                          | 3. forduló | 3. forduló | 4. forduló                    | 4. forduló | 4. forduló | 5. forduló                       | 5. forduló | 5. forduló | 6. forduló        | 6. forduló | 6. forduló | Döntő                      | Döntő   | Döntő   | Helyezés |
| Versenyző           | Versenyszám | Ellenfél Eredmény                   | Pont       | Hely.      | Ellenfél Eredmény                  | Pont       | Hely.      | Ellenfél Eredmény                   | Pont       | Hely.      | Ellenfél Eredmény             | Pont       | Hely.      | Ellenfél Eredmény                | Pont       | Hely.      | Ellenfél Eredmény | Pont       | Hely.      | Ellenfél Eredmény          | Pont    | Hely.   | Helyezés |
| ------------------- | ----------- | ----------------------------------- | ---------- | ---------- | ---------------------------------- | ---------- | ---------- | ----------------------------------- | ---------- | ---------- | ----------------------------- | ---------- | ---------- | -------------------------------- | ---------- | ---------- | ----------------- | ---------- | ---------- | -------------------------- | ------- | ------- | -------- |
| Takashi Hirata      | 52 kg       | Georgi Moskov (BUL) · kétvállas     | 0          | =1.        | Ignazio Fabra (ITA) · 3-1          | 3          | =7.        | Bengt Frännfors (SWE) · 1-3         | 4          | =5.        | John Wilson (USA) · kétvállas | 4          | =1.        |                                  |            |            |                   |            |            | Osman El-Sayed (RAU) · 3-1 | 7       | 4.      | 4.       |
| Icsigucsi Maszamicu | 57 kg       | Larry Lauchle (USA) · kétvállas     | 0          | =1.        | Kamel Ali El-Sayed (RAU) · 1-3     | 1          | =2.        | Bernard Knitter (POL) · 2-2         | 3          | =4.        | Yaşar Yılmaz (TUR) · 1-3      | 4          | =2.        | Oleg Karavajev (URS) · kétvállas | 8          | =7.        |                   |            |            | kiesett                    | kiesett | kiesett | 7.       |
| Masatoshi Takahira  | 62 kg       | Leif Freij (SWE) · 3-1              | 3          | =15.       | Gottlieb Neumair (EUA) · kétvállas | 7          | 21.        | kiesett                             | kiesett    | kiesett    | kiesett                       | kiesett    | kiesett    | kiesett                          | kiesett    | kiesett    | kiesett           | kiesett    | kiesett    | kiesett                    | kiesett | kiesett | 21.      |
| Mitsuharu Kitamura  | 67 kg       | Mohamed Mansour (MAR) · kétvállas   | 0          | =1.        | Kyösti Lehtonen (FIN) · 3-1        | 3          | =5.        | Ibrahim Awariki (LIB) · 2-2         | 5          | =8.        | Ernest Gondzik (POL) · 2-2    | 7          | =6.        | kiesett                          | kiesett    | kiesett    |                   |            |            | kiesett                    | kiesett | kiesett | 5.       |
| Sachihiko Takeda    | 73 kg       | Karel Oomen (BEL) · 1-3             | 1          | =5.        | Bjarne Ansbøl (DEN) · 2-2          | 3          | =8.        | Hrihorij Hamarnik (URS) · kétvállas | 7          | =15.       | kiesett                       | kiesett    | kiesett    | kiesett                          | kiesett    | kiesett    | kiesett           | kiesett    | kiesett    | kiesett                    | kiesett | kiesett | 15.      |
| Noboru Aomi         | 79 kg       | Ion Ţăranu (ROU) · kétvállas        | 4          | =20.       | Albert Michiels (BEL) · 3-1        | 7          | 20.        | kiesett                             | kiesett    | kiesett    | kiesett                       | kiesett    | kiesett    | kiesett                          | kiesett    | kiesett    | kiesett           | kiesett    | kiesett    | kiesett                    | kiesett | kiesett | 20.      |
| Shunta Ishikura     | 87 kg       | Gheorghe Popovici (ROU) · kétvállas | 4          | =16.       | Eugen Wiesberger, Jr. (AUT) · 3-1  | 7          | 15.        | kiesett                             | kiesett    | kiesett    | kiesett                       | kiesett    | kiesett    | kiesett                          | kiesett    | kiesett    |                   |            |            | kiesett                    | kiesett | kiesett | 15.      |
| Kanji Shigeoka      | +87 kg      | Bohumil Kubát (TCH) · kétvállas     | 4          | =11.       | Lucjan Sosnowski (POL) · kétvállas | 8          | 12.        | kiesett                             | kiesett    | kiesett    |                               |            |            |                                  |            |            |                   |            |            | kiesett                    | kiesett | kiesett | 12.      |

Szabadfogású
| Versenyző          | Versenyszám | 1. forduló                          | 1. forduló | 1. forduló | 2. forduló                           | 2. forduló | 2. forduló | 3. forduló                           | 3. forduló | 3. forduló | 4. forduló                                | 4. forduló | 4. forduló | 5. forduló                      | 5. forduló | 5. forduló | 6. forduló                     | 6. forduló | 6. forduló | Döntő                         | Döntő   | Döntő   | Helyezés |
| Versenyző          | Versenyszám | Ellenfél Eredmény                   | Pont       | Hely.      | Ellenfél Eredmény                    | Pont       | Hely.      | Ellenfél Eredmény                    | Pont       | Hely.      | Ellenfél Eredmény                         | Pont       | Hely.      | Ellenfél Eredmény               | Pont       | Hely.      | Ellenfél Eredmény              | Pont       | Hely.      | Ellenfél Eredmény             | Pont    | Hely.   | Helyezés |
| ------------------ | ----------- | ----------------------------------- | ---------- | ---------- | ------------------------------------ | ---------- | ---------- | ------------------------------------ | ---------- | ---------- | ----------------------------------------- | ---------- | ---------- | ------------------------------- | ---------- | ---------- | ------------------------------ | ---------- | ---------- | ----------------------------- | ------- | ------- | -------- |
| Macubara Maszajuki | 52 kg       | Ahmet Bilek (TUR) · 3-1             | 3          | =10.       | Seán O'Connor (IRL) · kétvállas      | 3          | =7.        | Din Nawab (PAK) · kétvállas          | 3          | =4.        | Nikola Vasilev Dimitrov (BUL) · kétvállas | 3          | 3.         | Gray Simons (USA) · 1-3         | 4          | =2.        | Paul Neff (EUA) · kétvállas    | 4          | 2.         | Ebrahim Szeifpour (IRI) · 1-3 | 5       | 2.      |          |
| Tadashi Asai       | 57 kg       | erőnyerő                            | 0          | =1.        | Luigi Chinazzo (ITA) · kétvállas     | 0          | =1.        | Nezsdet Zalev (BUL) · kétvállas      | 4          | =6.        | Mohamed Mehdi Yaghoubi (IRI) · 1-3        | 5          | =5.        | Tauno Jaskari (FIN) · 1-3       | 6          | 4.         |                                |            |            | kiesett                       | kiesett | kiesett | 4.       |
| Tamiji Sato        | 62 kg       | Jan Żurawski (POL) · 1-3            | 1          | =10.       | Muhammad Akhtar (PAK) · 1-3          | 2          | 5.         | Roberto Vallejo (MEX) · kétvállas    | 2          | 5.         | Mohammad Khadem (IRI) · kétvállas         | 2          | =1.        | Vlagyimir Rubasvili (URS) · 3-1 | 5          | 4.         | Mustafa Dağıstanlı (TUR) · 2-2 | 7          | =3.        | kiesett                       | kiesett | kiesett | 4.       |
| Kazuo Abe          | 67 kg       | Tóth Gyula (HUN) · 1-3              | 1          | =4.        | Jan Kuczyński (POL) · kétvállas      | 1          | =1.        | Shelby Wilson (USA) · 3-1            | 4          | =6.        | Garibaldo Nizzola (ITA) · kétvállas       | 8          | =8.        | kiesett                         | kiesett    | kiesett    |                                |            |            | kiesett                       | kiesett | kiesett | 8.       |
| Yutaka Kaneko      | 73 kg       | Musa Kazanov (BUL) · kétvállas      | 0          | =1.        | Franz Berger (AUT) · kétvállas       | 0          | =1.        | Gaetano De Vescovi (ITA) · kétvállas | 4          | =5.        | Martin Heinze (EUA) · kétvállas           | 4          | =4.        | İsmail Oğan (TUR) · 3-1         | 7          | =4.        |                                |            |            | kiesett                       | kiesett | kiesett | 4.       |
| Takashi Nagai      | 79 kg       | Ronald Hunt (AUS) · kétvállas       | 0          | =1.        | Muhammad Faiz (PAK) · 1-3            | 1          | =3.        | Hollósi Géza (HUN) · 3-1             | 4          | =6.        | Prodan Gardzsev (BUL) · 3-1               | 7          | 8.         |                                 |            |            |                                |            |            | kiesett                       | kiesett | kiesett | 8.       |
| Kavano Sunicsi     | 87 kg       | Patrick Parsons (AUS) · 1-3         | 1          | =5.        | Daniel Brand (USA) · kétvállas       | 1          | =2.        | Gholamreza Takhti (IRI) · kétvállas  | 5          | =6.        | Manie van Zyl (RSA) · kétvállas           | 9          | =8.        | kiesett                         | kiesett    | kiesett    |                                |            |            | kiesett                       | kiesett | kiesett | 8.       |
| Kaoru Ishiguro     | +87 kg      | Szavkuz Dzaraszov (URS) · kétvállas | 4          | =11.       | Pietro Marascalchi (ITA) · kétvállas | 8          | =15.       | kiesett                              | kiesett    | kiesett    | kiesett                                   | kiesett    | kiesett    | kiesett                         | kiesett    | kiesett    |                                |            |            | kiesett                       | kiesett | kiesett | 15.      |

## Evezés
| Versenyző | Versenyszám      | Előfutam | Előfutam | Vigaszág | Vigaszág | Elődöntő | Elődöntő | Döntő   | Döntő   | Helyezés    |
| Versenyző | Versenyszám      | Idő      | Hely.    | Idő      | Hely.    | Idő      | Hely.    | Idő     | Hely.   | Helyezés    |
| --- | ---------------- | -------- | -------- | -------- | -------- | -------- | -------- | ------- | ------- | ----------- |
| Koji Fukuda Hatsuhiko Mizuki Shunji Murai Naotake Okubo Osamu Saito (kormányos)                                                             | Kormányos négyes | 7:05,51  | 5.       | 7:10,50  | 4.       | kiesett  | kiesett  | kiesett | kiesett | helyezetlen |
| Kenro Chiba Tetsuzo Hirose Hironori Itsuki Szaitó Hirosi Tadashi Saito Tetsuo Sato Shigemi Tamura Yosuke Tazaki Hiroyuki Misawa (kormányos) | Nyolcas          | 6:11,86  | 4.       | 6:24,41  | 2.       |          |          | kiesett | kiesett | helyezetlen |

## Gyeplabda
| Japán férfi gyeplabdacsapat-játékoskeret                                                                                | Japán férfi gyeplabdacsapat-játékoskeret                                                                                |
| --- | --- |
| - Tadatoshi Abe - Hiroyuki Fujiwara - Kenji Iijima - Ivahasi Kunio - Teruo Yaguchi - Hisatoshi Yamazaki - Júzaki Cuneja | - Masaru Kanbe - Kihara Szeidzsi - Hiroshi Kojima - Yoshio Kojima - Toshiharu Nakamura - Ichiro Sado - Michinori Watada |

### Eredmények
| Színmagyarázat                                                                                           |
| --- |
| A csoportok első két helyezettje bejutott a negyeddöntőbe.                                               |
| A csoportok harmadik helyezettjei a 9–12. helyért, a negyedik helyezettjei a 13–16. helyért játszhattak. |

Csoportkör
B csoport
| Csapat              | M | Gy | D | V | G+ | G– | Gk  | P |
| ------------------- | - | -- | - | - | -- | -- | --- | - |
| Pakisztán (PAK)     | 3 | 3  | 0 | 0 | 21 | 0  | +21 | 6 |
| Ausztrália (AUS)    | 3 | 1  | 1 | 1 | 9  | 5  | +4  | 3 |
| Lengyelország (POL) | 3 | 1  | 1 | 1 | 3  | 10 | –7  | 3 |
| Japán (JPN)         | 3 | 0  | 0 | 3 | 2  | 20 | –18 | 0 |

| 1960. augusztus 26. 15:00 | Lengyelország (POL)         | 2 – 1   | Japán (JPN) | Stadio dei Marmi Játékvezetők: Lichtenfeld (GER), Schinner (GER) |
| 1960. augusztus 26. 15:00 | Flinik 33' · Wiśniewski 56' | (1 – 0) | Iijima 68'  | Stadio dei Marmi Játékvezetők: Lichtenfeld (GER), Schinner (GER) |

| 1960. augusztus 30. 10:00 | Ausztrália (AUS)                                                 | 8 – 1   | Japán (JPN) | Stadio dei Marmi Játékvezetők: Massart (BEL), Franck (BEL) |
| 1960. augusztus 30. 10:00 | Crossman 1', 25' · E. Pearce 13', 27', 31', 37', 65' · Evans 33' | (6 – 1) | Kanbe 20'   | Stadio dei Marmi Játékvezetők: Massart (BEL), Franck (BEL) |

| 1960. szeptember 1. 10:00 | Pakisztán (PAK)                                                            | 10 – 0  | Japán (JPN) | Olympic Velodrome Játékvezetők: H. Singh (IND), Burgess (GBR) |
| 1960. szeptember 1. 10:00 | Vahid 21', 30' · Hamid 24', 37', 50', 51' · Bunda 33', 45', 60' · Khan 59' | (4 – 0) |             | Olympic Velodrome Játékvezetők: H. Singh (IND), Burgess (GBR) |

A 13–16. helyért
| 1960. szeptember 8. 09:00 | Japán (JPN)                            | 5 – 1   | Svájc (SUI) | Campo Tre Fontane Játékvezetők: Asselman (BEL), Ghosh (IND) |
| 1960. szeptember 8. 09:00 | H. Kojima 34' 49' · Kihara 51' 60' 67' | (1 – 0) | Zanetti 42' | Campo Tre Fontane Játékvezetők: Asselman (BEL), Ghosh (IND) |

| 1960. szeptember 10. 15:00 | Olaszország (ITA)         | 2 – 1   | Japán (JPN)  | Olympic Velodrome Játékvezetők: G. Singh (IND), H. Singh (IND) |
| 1960. szeptember 10. 15:00 | Marchiori 21' · Lenza 47' | (1 – 1) | H. Kojima 2' | Olympic Velodrome Játékvezetők: G. Singh (IND), H. Singh (IND) |

| Csapat            | M | Gy | D | V | G+ | G– | Gk | P |
| ----------------- | - | -- | - | - | -- | -- | -- | - |
| Olaszország (ITA) | 2 | 1  | 1 | 0 | 3  | 2  | +1 | 3 |
| Japán (JPN)       | 2 | 1  | 0 | 1 | 6  | 3  | +3 | 2 |
| Svájc (SUI)       | 2 | 0  | 1 | 1 | 2  | 6  | –4 | 1 |

| Csapat      | Helyezés |
| ----------- | -------- |
| Japán (JPN) | 14.      |

## Kerékpározás

### Országúti kerékpározás
| Versenyző     | Versenyszám   | Idő           | Helyezés      |
| ------------- | ------------- | ------------- | ------------- |
| Ómija Maszasi | Mezőnyverseny | nem ért célba | nem ért célba |

### Pálya-kerékpározás
Időfutam
| Versenyző    | Versenyszám  | Idő     | Helyezés |
| ------------ | ------------ | ------- | -------- |
| Tetsuo Osawa | Férfi egyéni | 1:11,86 | 19.      |

Üldözőverseny
| Versenyző                                                   | Versenyszám  | Selejtező                                                                                    | Selejtező | Selejtező | Negyeddöntő  | Negyeddöntő | Negyeddöntő | Elődöntő     | Elődöntő  | Elődöntő | Döntő        | Döntő     | Helyezés    |
| Versenyző                                                   | Versenyszám  | Ellenfél Idő                                                                                 | Saját idő | Hely.     | Ellenfél Idő | Saját idő   | Hely.       | Ellenfél Idő | Saját idő | Hely.    | Ellenfél Idő | Saját idő | Helyezés    |
| ----------------------------------------------------------- | ------------ | -------------------------------------------------------------------------------------------- | --------- | --------- | ------------ | ----------- | ----------- | ------------ | --------- | -------- | ------------ | --------- | ----------- |
| Kanji Kubomura Tetsuo Osawa Katsuya Saito Nobuhira Takanuki | Férfi csapat | Argentína (ARG) · Héctor Acosta · Juan Brotto · Ernesto Contreras · Alberto Trillo · 4:44,44 | 4:45,87   | 2.        | kiesett      | kiesett     | kiesett     | kiesett      | kiesett   | kiesett  | kiesett      | kiesett   | helyezetlen |

## Kosárlabda
| Japán férfi kosárlabdacsapat-játékoskeret                                                           | Japán férfi kosárlabdacsapat-játékoskeret                                                            |
| --------------------------------------------------------------------------------------------------- | --- |
| - Kenichi Imaizumi - Takashi Itoyama - Shoji Kamata - Hideo Kanekawa - Maszuda Takasi - Nara Szecuo | - Yasukuni Oshima - Siga Maszasi - Shutaro Shoji - Takeo Sugiyama - Szaitó Hirosi - Vakabajasi Kaoru |

### Eredmények
Csoportkör
A csoport
| Csapat                 | M | Gy | V | P+  | P–  | Pk   |
| ---------------------- | - | -- | - | --- | --- | ---- |
| Egyesült Államok (USA) | 3 | 3  | 0 | 320 | 183 | +137 |
| Olaszország (ITA)      | 3 | 2  | 1 | 226 | 247 | –21  |
| Magyarország (HUN)     | 3 | 1  | 2 | 223 | 245 | –22  |
| Japán (JPN)            | 3 | 0  | 3 | 224 | 318 | –94  |

| 1960. augusztus 26. 9:00 | Magyarország (HUN) | 93 – 66 | Japán (JPN) |  |
| 1960. augusztus 26. 9:00 | (43 – 28)          |         |             |  |

| 1960. augusztus 27. 16:00 | Egyesült Államok (USA) | 125 – 66 | Japán (JPN) |  |
| 1960. augusztus 27. 16:00 | (65 – 36)              |          |             |  |

| 1960. augusztus 29. 17:30 | Olaszország (ITA) | 100 – 92 | Japán (JPN) |  |
| 1960. augusztus 29. 17:30 | (59 – 43)         |          |             |  |

A 9–15. helyért
H csoport
| Csapat              | M | Gy | V | P+  | P–  | Pk  |
| ------------------- | - | -- | - | --- | --- | --- |
| Franciaország (FRA) | 3 | 3  | 0 | 270 | 173 | +97 |
| Mexikó (MEX)        | 3 | 2  | 1 | 218 | 214 | +4  |
| Spanyolország (ESP) | 3 | 1  | 2 | 180 | 222 | –42 |
| Japán (JPN)         | 3 | 0  | 3 | 184 | 243 | –59 |

| 1960. szeptember 1. 10:30 | Franciaország (FRA) | 101 – 63 | Japán (JPN) |  |
| 1960. szeptember 1. 10:30 | (39 – 35)           |          |             |  |

| 1960. szeptember 2. 14:30 | Mexikó (MEX) | 76 – 57 | Japán (JPN) |  |
| 1960. szeptember 2. 14:30 | (34 – 30)    |         |             |  |

| 1960. szeptember 3. 9:00 | Spanyolország (ESP) | 66 – 64 | Japán (JPN) |  |
| 1960. szeptember 3. 9:00 | (32 – 34)           |         |             |  |

A 13–15. helyért
| 1960. szeptember 9. 10:00 | Puerto Rico (PUR) | 93 – 73 | Japán (JPN) |  |
| 1960. szeptember 9. 10:00 | (46 – 32)         |         |             |  |

A táblázat tartalmazza a 9–15. helyért lejátszott Spanyolország – Japán 66–64-es eredményt.
| Csapat              | M | Gy | V | P+  | P–  | Pk  |
| ------------------- | - | -- | - | --- | --- | --- |
| Puerto Rico (PUR)   | 2 | 2  | 0 | 168 | 138 | +30 |
| Spanyolország (ESP) | 2 | 1  | 1 | 131 | 139 | –8  |
| Japán (JPN)         | 2 | 0  | 2 | 137 | 159 | –22 |

| Csapat      | Helyezés |
| ----------- | -------- |
| Japán (JPN) | 15.      |

## Lovaglás
Díjugratás
| Versenyző                              | Ló                   | Versenyszám | 1. forduló    | 1. forduló    | 2. forduló | 2. forduló | Összesen    | Összesen    |
| Versenyző                              | Ló                   | Versenyszám | Pont          | Hely.         | Pont       | Hely.      | Pont        | Helyezés    |
| -------------------------------------- | -------------------- | ----------- | ------------- | ------------- | ---------- | ---------- | ----------- | ----------- |
| Kagejama Júzó                          | Eforegiot            | Egyéni      | nem ért célba | nem ért célba | kiesett    | kiesett    | helyezetlen | helyezetlen |
| Kunihiro Ohta                          | Facey                | Egyéni      | 28,00         | =30.          | 28,00      | =26.       | 56,00       | 29.         |
| Araki Júgó Kagejama Júzó Kunihiro Ohta | Fuji Eforegiot Facey | Csapat      | nem ért célba | nem ért célba | kiesett    | kiesett    | helyezetlen | helyezetlen |

## Műugrás
Férfi
| Versenyző       | Versenyszám        | Selejtező | Selejtező | Elődöntő | Elődöntő | Elődöntő | Döntő   | Döntő   | Döntő    |
| Versenyző       | Versenyszám        | Pont      | Helyezés  | Pont     | Össz.    | Helyezés | Pont    | Össz.   | Helyezés |
| --------------- | ------------------ | --------- | --------- | -------- | -------- | -------- | ------- | ------- | -------- |
| Jamano Tosio    | Egyéni műugrás     | 52,84     | 12.       | 41,24    | 94,08    | 8.       | 46,38   | 140,46  | 7.       |
| Kaneto Sunszuke | Egyéni műugrás     | 47,51     | 23.       | kiesett  | kiesett  | kiesett  | kiesett | kiesett | kiesett  |
| Kaneto Sunszuke | Egyéni toronyugrás | 52,65     | 7.        | 38,34    | 90,99    | 11.      | kiesett | kiesett | kiesett  |
| Ryo Mabuchi     | Egyéni toronyugrás | 51,12     | 14.       | 38,01    | 89,13    | 13.      | kiesett | kiesett | kiesett  |

Női
| Versenyző             | Versenyszám        | Selejtező | Selejtező | Elődöntő | Elődöntő | Elődöntő | Döntő   | Döntő   | Döntő    |
| Versenyző             | Versenyszám        | Pont      | Helyezés  | Pont     | Össz.    | Helyezés | Pont    | Össz.   | Helyezés |
| --------------------- | ------------------ | --------- | --------- | -------- | -------- | -------- | ------- | ------- | -------- |
| Cutani-Mabucsi Kanoko | Egyéni műugrás     | 51,95     | 5.        | 28,42    | 80,37    | 16.      | kiesett | kiesett | kiesett  |
| Cutani-Mabucsi Kanoko | Egyéni toronyugrás | 49,76     | 11.       |          |          |          | 28,14   | 77,90   | 11.      |
| Vatanabe Kumiko       | Egyéni toronyugrás | 51,04     | 10.       |          |          |          | 28,56   | 79,60   | 10.      |
| Vatanabe Kumiko       | Egyéni műugrás     | 44,32     | 16.       | 36,25    | 80,57    | 14.      | kiesett | kiesett | kiesett  |

## Ökölvívás
| Versenyző        | Versenyszám  | Selejtező         | 32-es főtábla                   | Nyolcaddöntő                | Negyeddöntő                 | Elődöntő                   | Döntő             | Helyezés |
| Versenyző        | Versenyszám  | Ellenfél Eredmény | Ellenfél Eredmény               | Ellenfél Eredmény           | Ellenfél Eredmény           | Ellenfél Eredmény          | Ellenfél Eredmény | Helyezés |
| ---------------- | ------------ | ----------------- | ------------------------------- | --------------------------- | --------------------------- | -------------------------- | ----------------- | -------- |
| Tanabe Kijosi    | Légsúly      | erőnyerő          | Isaac Aryee (GHA) · 5-0         | Karimu Young (NGR) · 4-1    | Mircea Dobrescu (ROU) · 4-1 | Szergej Szivko (URS) · 1-4 | kiesett           |          |
| Katsuo Haga      | Harmatsúly   | erőnyerő          | Carlos Cañete (ARG) · 5-0       | Primo Zamparini (ITA) · 0-5 | kiesett                     | kiesett                    | kiesett           | 9.       |
| Shinetsu Suzuki  | Pehelysúly   |                   | Gaby Mancini (CAN) · 5-0        | Jerzy Adamski (POL) · 0-5   | kiesett                     | kiesett                    | kiesett           | 9.       |
| Yasuyuki Ito     | Könnyűsúly   | erőnyerő          | Abdel Kader Gangani (MAR) · 5-0 | Kellner Ferenc (HUN) · 0-5  | kiesett                     | kiesett                    | kiesett           | 9.       |
| Katsuji Watanabe | Kisváltósúly | erőnyerő          | Piero Brandi (ITA) · 0-5        | kiesett                     | kiesett                     | kiesett                    | kiesett           | 17.      |

## Öttusa
| Versenyző       | Versenyszám | Lovaglás | Lovaglás | Lovaglás | Lovaglás | Vívás    | Vívás | Vívás | Lövészet | Lövészet | Lövészet | Úszás  | Úszás | Úszás | Futás   | Futás | Futás | Összesen    | Összesen |
| Versenyző       | Versenyszám | Idő      | Bünt.    | Pont     | Hely.    | Eredmény | Pont  | Hely. | Pontszám | Pont     | Hely.    | Idő    | Pont  | Hely. | Idő     | Pont  | Hely. | Összes pont | Helyezés |
| --------------- | ----------- | -------- | -------- | -------- | -------- | -------- | ----- | ----- | -------- | -------- | -------- | ------ | ----- | ----- | ------- | ----- | ----- | ----------- | -------- |
| Kazuhiro Tanaka | Egyéni      | 9:26,0   | 0        | 922      | 45.      | 22–35    | 517   | 43.   | 187      | 840      | 17.      | 4:22,2 | 890   | 27.   | 15:28,0 | 916   | 34.   | 4085        | 35.      |
| Ucsino Sigeaki  | Egyéni      | 10:23,0  | 180      | 571      | 55.      | 22–35    | 517   | 43.   | 188      | 860      | 12.      | 4:31,0 | 845   | 36.   | 13:55,0 | 1195  | 4.    | 3988        | 38.      |

## Sportlövészet
Férfi
| Versenyző          | Versenyszám           | Selejtező | Selejtező  | Selejtező  | Döntő   | Döntő    |
| Versenyző          | Versenyszám           | Csoport   | Pont       | Helyezés   | Pont    | Helyezés |
| ------------------ | --------------------- | --------- | ---------- | ---------- | ------- | -------- |
| Ocsiai Oszamu      | Gyorstüzelő pisztoly  |           |            |            | 565     | 35.      |
| Fumio Ryosenan     | Gyorstüzelő pisztoly  |           |            |            | 569     | 30.      |
| Josikava Josihisza | Szabadpisztoly        | B         | 350        | 11.        | 552     |          |
| Tadao Matsui       | Szabadpisztoly        | A         | 354        | 10.        | 540     | 12.      |
| Inokuma Jukio      | Sportpuska, fekvő     | B         | 384        | 12.        | 586     | 6.       |
| Isii Takao         | Sportpuska, fekvő     | A         | 385        | 13.        | 582     | 20.      |
| Isii Takao         | Sportpuska, összetett | B         | 538        | 24.        | 1110    | 30.      |
| Mitsuo Yamane      | Trap                  |           | nincs adat | nincs adat | kiesett | kiesett  |
| Kenichi Kumagai    | Trap                  |           | 85         | =33.       | 178     | =19.     |

## Súlyemelés
| Versenyző           | Versenyszám | Nyomás                   | Nyomás                   | Szakítás | Szakítás | Lökés                    | Lökés                    | Összesen | Helyezés |
| Versenyző           | Versenyszám | Eredmény                 | Helyezés                 | Eredmény | Helyezés | Eredmény                 | Helyezés                 | Összesen | Helyezés |
| ------------------- | ----------- | ------------------------ | ------------------------ | -------- | -------- | ------------------------ | ------------------------ | -------- | -------- |
| Shigeo Kogure       | 56 kg       | 90,0                     | =11.                     | 102,5    | 3.       | 130,0                    | =4.                      | 322,5    | 4.       |
| Mijake Josinobu     | 56 kg       | 97,5                     | =4.                      | 105,0    | 2.       | 135,0                    | 1.                       | 337,5    |          |
| Yoshinobu Fujishima | 60 kg       | 97,5                     | =9.                      | 102,5    | =5.      | érvényes kísérlet nélkül | érvényes kísérlet nélkül | kiesett  | kiesett  |
| Furujama Jukio      | 60 kg       | 107,5                    | =3.                      | 102,5    | =5.      | 135,0                    | =4.                      | 345,0    | 5.       |
| Jamazaki Hirosi     | 67,5 kg     | 107,5                    | =15.                     | 110,0    | =5.      | érvényes kísérlet nélkül | érvényes kísérlet nélkül | kiesett  | kiesett  |
| Kenji Onuma         | 67,5 kg     | érvényes kísérlet nélkül | érvényes kísérlet nélkül | kiesett  | kiesett  | kiesett                  | kiesett                  | kiesett  | kiesett  |
| Minoru Kubota       | 82,5 kg     | 125,0                    | =7.                      | 120,0    | =7.      | 155,0                    | =7.                      | 400,0    | 7.       |

## Torna
Férfi
| Versenyző                                                                           | Versenyszám      | Selejtező | Selejtező | Döntő    | Döntő    |
| Versenyző                                                                           | Versenyszám      | Pontszám  | Helyezés  | Pontszám | Helyezés |
| ----------------------------------------------------------------------------------- | ---------------- | --------- | --------- | -------- | -------- |
| Aihara Nobujuki                                                                     | Talaj            | 19,30     | 1.        | 19,450   |          |
| Aihara Nobujuki                                                                     | Ugrás            | 18,85     | =9.       | kiesett  | kiesett  |
| Aihara Nobujuki                                                                     | Korlát           | 19,25     | =4.       | 19,275   | 4.       |
| Aihara Nobujuki                                                                     | Nyújtó           | 19,00     | =13.      | kiesett  | kiesett  |
| Aihara Nobujuki                                                                     | Gyűrű            | 19,40     | 5.        | 19,400   | 5.       |
| Aihara Nobujuki                                                                     | Lólengés         | 18,60     | =26.      | kiesett  | kiesett  |
| Aihara Nobujuki                                                                     | Egyéni összetett |           |           | 114,40   | 7.       |
| Curumi Súdzsi                                                                       | Talaj            | 18,85     | 13.       | kiesett  | kiesett  |
| Curumi Súdzsi                                                                       | Ugrás            | 19,00     | =5.       | 19,150   | 6.       |
| Curumi Súdzsi                                                                       | Korlát           | 19,15     | =8.       | kiesett  | kiesett  |
| Curumi Súdzsi                                                                       | Nyújtó           | 19,25     | 8.        | kiesett  | kiesett  |
| Curumi Súdzsi                                                                       | Gyűrű            | 19,20     | =9.       | kiesett  | kiesett  |
| Curumi Súdzsi                                                                       | Lólengés         | 19,10     | 6.        | 19,150   |          |
| Curumi Súdzsi                                                                       | Egyéni összetett |           |           | 114,55   | 4.       |
| Endó Jukio                                                                          | Talaj            | 18,90     | =10.      | kiesett  | kiesett  |
| Endó Jukio                                                                          | Ugrás            | 19,05     | 4.        | 19,175   | 5.       |
| Endó Jukio                                                                          | Korlát           | 19,20     | =6.       | kiesett  | kiesett  |
| Endó Jukio                                                                          | Nyújtó           | 19,45     | =6.       | 19,425   | 4.       |
| Endó Jukio                                                                          | Gyűrű            | 19,00     | =12.      | kiesett  | kiesett  |
| Endó Jukio                                                                          | Lólengés         | 18,85     | =10.      | kiesett  | kiesett  |
| Endó Jukio                                                                          | Egyéni összetett |           |           | 114,45   | =5.      |
| Micukuri Takasi                                                                     | Talaj            | 19,00     | =4.       | 19,200   | =4.      |
| Micukuri Takasi                                                                     | Ugrás            | 18,95     | 8.        | kiesett  | kiesett  |
| Micukuri Takasi                                                                     | Korlát           | 18,80     | =19.      | kiesett  | kiesett  |
| Micukuri Takasi                                                                     | Nyújtó           | 19,20     | =9.       | kiesett  | kiesett  |
| Micukuri Takasi                                                                     | Gyűrű            | 19,00     | =12.      | kiesett  | kiesett  |
| Micukuri Takasi                                                                     | Lólengés         | 19,15     | =4.       | 19,125   | 4.       |
| Micukuri Takasi                                                                     | Egyéni összetett |           |           | 114,10   | 9.       |
| Ono Takasi                                                                          | Talaj            | 19,00     | =4.       | 19,200   | =4.      |
| Ono Takasi                                                                          | Ugrás            | 19,30     | 1.        | 19,350   | =        |
| Ono Takasi                                                                          | Korlát           | 19,40     | =1.       | 19,350   |          |
| Ono Takasi                                                                          | Nyújtó           | 19,60     | 1.        | 19,600   |          |
| Ono Takasi                                                                          | Gyűrű            | 19,45     | =3.       | 19,425   | =        |
| Ono Takasi                                                                          | Lólengés         | 19,15     | =4.       | 18,525   | 6.       |
| Ono Takasi                                                                          | Egyéni összetett |           |           | 115,90   |          |
| Takemoto Maszao                                                                     | Talaj            | 18,80     | =14.      | kiesett  | kiesett  |
| Takemoto Maszao                                                                     | Ugrás            | 19,00     | =5.       | kiesett  | kiesett  |
| Takemoto Maszao                                                                     | Korlát           | 19,25     | =4.       | 19,125   | 6.       |
| Takemoto Maszao                                                                     | Nyújtó           | 19,55     | =2.       | 19,525   |          |
| Takemoto Maszao                                                                     | Gyűrű            | 19,25     | 8.        | kiesett  | kiesett  |
| Takemoto Maszao                                                                     | Lólengés         | 18,60     | =26.      | kiesett  | kiesett  |
| Takemoto Maszao                                                                     | Egyéni összetett |           |           | 114,45   | =5.      |
| Aihara Nobujuki Curumi Súdzsi Endó Jukio Micukuri Takasi Ono Takasi Takemoto Maszao | Csapat összetett |           |           | 575,20   |          |

Női
| Versenyző                                                                                            | Versenyszám      | Selejtező | Selejtező | Döntő    | Döntő    |
| Versenyző                                                                                            | Versenyszám      | Pontszám  | Helyezés  | Pontszám | Helyezés |
| --- | ---------------- | --------- | --------- | -------- | -------- |
| Abukava-Csiba Ginko                                                                                  | Talaj            | 18,466    | =42.      | kiesett  | kiesett  |
| Abukava-Csiba Ginko                                                                                  | Ugrás            | 18,233    | =22.      | kiesett  | kiesett  |
| Abukava-Csiba Ginko                                                                                  | Felemás korlát   | 18,466    | =37.      | kiesett  | kiesett  |
| Abukava-Csiba Ginko                                                                                  | Gerenda          | 17,166    | =64.      | kiesett  | kiesett  |
| Abukava-Csiba Ginko                                                                                  | Egyéni összetett |           |           | 72,331   | 43.      |
| Ono Kijoko                                                                                           | Talaj            | 18,633    | =30.      | kiesett  | kiesett  |
| Ono Kijoko                                                                                           | Ugrás            | 18,433    | =15.      | kiesett  | kiesett  |
| Ono Kijoko                                                                                           | Felemás korlát   | 18,966    | =11.      | kiesett  | kiesett  |
| Ono Kijoko                                                                                           | Gerenda          | 18,366    | =17.      | kiesett  | kiesett  |
| Ono Kijoko                                                                                           | Egyéni összetett |           |           | 74,398   | 15.      |
| Siraszu-Aihara Tosiko                                                                                | Talaj            | 18,200    | 60.       | kiesett  | kiesett  |
| Siraszu-Aihara Tosiko                                                                                | Ugrás            | 18,032    | =34.      | kiesett  | kiesett  |
| Siraszu-Aihara Tosiko                                                                                | Felemás korlát   | 18,600    | =29.      | kiesett  | kiesett  |
| Siraszu-Aihara Tosiko                                                                                | Gerenda          | 18,466    | =12.      | kiesett  | kiesett  |
| Siraszu-Aihara Tosiko                                                                                | Egyéni összetett |           |           | 73,298   | =24.     |
| Kazuko Sogabe                                                                                        | Talaj            | 18,700    | 27.       | kiesett  | kiesett  |
| Kazuko Sogabe                                                                                        | Ugrás            | 15,632    | 106.      | kiesett  | kiesett  |
| Kazuko Sogabe                                                                                        | Felemás korlát   | 18,833    | 19.       | kiesett  | kiesett  |
| Kazuko Sogabe                                                                                        | Gerenda          | 18,433    | 14.       | kiesett  | kiesett  |
| Kazuko Sogabe                                                                                        | Egyéni összetett |           |           | 71,598   | 56.      |
| Tanaka-Ikeda Keiko                                                                                   | Talaj            | 19,066    | =12.      | kiesett  | kiesett  |
| Tanaka-Ikeda Keiko                                                                                   | Ugrás            | 18,432    | 18.       | kiesett  | kiesett  |
| Tanaka-Ikeda Keiko                                                                                   | Felemás korlát   | 19,266    | =4.       | 19,333   | 5.       |
| Tanaka-Ikeda Keiko                                                                                   | Gerenda          | 18,932    | 5.        | 19,132   | 5.       |
| Tanaka-Ikeda Keiko                                                                                   | Egyéni összetett |           |           | 75,696   | 6.       |
| Kimiko Tsukada                                                                                       | Talaj            | 18,533    | =38.      | kiesett  | kiesett  |
| Kimiko Tsukada                                                                                       | Ugrás            | 17,766    | 53.       | kiesett  | kiesett  |
| Kimiko Tsukada                                                                                       | Felemás korlát   | 18,900    | 15.       | kiesett  | kiesett  |
| Kimiko Tsukada                                                                                       | Gerenda          | 18,199    | 34.       | kiesett  | kiesett  |
| Kimiko Tsukada                                                                                       | Egyéni összetett |           |           | 73,398   | =22.     |
| Abukava-Csiba Ginko Ono Kijoko Siraszu-Aihara Tosiko Kazuko Sogabe Tanaka-Ikeda Keiko Kimiko Tsukada | Csapat összetett |           |           | 371,422  | 4.       |

## Úszás
Férfi
| Versenyző                                                                               | Versenyszám            | Előfutam | Előfutam | Előfutam | Elődöntő | Elődöntő | Elődöntő | Döntő   | Döntő    |
| Versenyző                                                                               | Versenyszám            | Idő      | Hely.    | Össz.    | Idő      | Hely.    | Össz.    | Idő     | Helyezés |
| --------------------------------------------------------------------------------------- | ---------------------- | -------- | -------- | -------- | -------- | -------- | -------- | ------- | -------- |
| Isihara Kacuki                                                                          | 100 m gyors            | 57,5     | 3.       | 15.      | 57,8     | 5.       | 15.*     | kiesett | kiesett  |
| Simizu Keigo                                                                            | 100 m gyors            | 57,3     | 2.       | 13.      | 57,1     | 4.       | 11.      | kiesett | kiesett  |
| Fukui Makoto                                                                            | 400 m gyors            | 4:26,7   | 2.       | 7.       |          |          |          | 4:29,6  | 8.       |
| Jamanaka Cujosi                                                                         | 400 m gyors            | 4:21,0   | 1.       | 1.       |          |          |          | 4:21,4  |          |
| Jamanaka Cujosi                                                                         | 1500 m gyors           | 17:46,5  | 1.       | 2.       |          |          |          | 17:34,7 | 4.       |
| Masami Nakabo                                                                           | 1500 m gyors           | 18:30,4  | 3.       | 14.      |          |          |          | kiesett | kiesett  |
| Tomita Kazuo                                                                            | 100 m hát              | 1:04,7   | 4.       | 10.***   | 1:05,2   | 6.       | 12.**    | kiesett | kiesett  |
| Vatanabe Kazuo                                                                          | 100 m hát              | 1:08,4   | 5.       | 30.      | kiesett  | kiesett  | kiesett  | kiesett | kiesett  |
| Isao Masuda                                                                             | 200 m mell             | 2:41,2   | 1.       | 8.*      | 2:42,3   | 7.       | 14.      | kiesett | kiesett  |
| Ószaki Josihiko                                                                         | 200 m mell             | 2:39,1   | 1.       | 3.       | 2:38,2   | 2.       | 2.       | 2:38,0  |          |
| Kenzo Izutsu                                                                            | 200 m pillangó         | 2:20,3   | 2.       | 8.       | 2:21,5   | 4.       | 5.       | 2:19,4  | 8.       |
| Josimuta Haruo                                                                          | 200 m pillangó         | 2:19,4   | 2.       | 7.       | 2:21,7   | 3.       | 7.       | 2:18,3  | 5.       |
| Fukui Makoto Isii Hirosi Jamanaka Cujosi Fudzsimoto Tacuo                               | 4 × 200 m gyorsváltó   | 8:17,1   | 1.       | 1.       |          |          |          | 8:13,2  |          |
| Tomita Kazuo Hirakida Kóicsi Ószaki Josihiko Simizu Keigo Isihara Kacuki Vatanabe Kazuo | 4 × 100 m vegyes váltó | 4:16,0   | 1.       | 4.*      |          |          |          | 4:12,2  |          |

Női
| Versenyző                                                   | Versenyszám            | Előfutam | Előfutam | Előfutam | Elődöntő | Elődöntő | Elődöntő | Döntő   | Döntő    |
| Versenyző                                                   | Versenyszám            | Idő      | Hely.    | Össz.    | Idő      | Hely.    | Össz.    | Idő     | Helyezés |
| ----------------------------------------------------------- | ---------------------- | -------- | -------- | -------- | -------- | -------- | -------- | ------- | -------- |
| Hitomi Jinno                                                | 100 m gyors            | 1:09,8   | 6.       | 31.      | kiesett  | kiesett  | kiesett  | kiesett | kiesett  |
| Yoshiko Sato                                                | 100 m gyors            | 1:06,4   | 4.       | 17.*     | kiesett  | kiesett  | kiesett  | kiesett | kiesett  |
| Ezaka Kimiko                                                | 400 m gyors            | 5:26,8   | 7.       | 21.*     |          |          |          | kiesett | kiesett  |
| Eiko Wada                                                   | 400 m gyors            | 5:26,8   | 8.       | 21.*     |          |          |          | kiesett | kiesett  |
| Tanaka Szatoko                                              | 100 m hát              | 1:11,5   | 2.       | 3.       |          |          |          | 1:11,4  |          |
| Yoshiko Takamatsu                                           | 200 m mell             | 2:57,6   | 3.       | 12.      |          |          |          | kiesett | kiesett  |
| Shizue Miyabe                                               | 100 m pillangó         | 1:15,8   | 4.       | 15.      |          |          |          | kiesett | kiesett  |
| Yoshiko Sato Eiko Wada Ezaka Kimiko Hitomi Jinno            | 4 × 100 m gyorsváltó   | 4:35,9   | 5.       | 10.      |          |          |          | kiesett | kiesett  |
| Tanaka Szatoko Yoshiko Takamatsu Shizue Miyabe Yoshiko Sato | 4 × 100 m vegyes váltó | 4:54,5   | 3.       | 7.       |          |          |          | 4:56,4  | 7.       |

* - egy másik versenyzővel/váltóval azonos időt ért el

** - két másik versenyzővel azonos időt ért el

*** - három másik versenyzővel azonos időt ért el

## Vitorlázás
Nyílt
| Versenyző                                   | Versenyszám | Futam | Futam | Futam | Futam | Futam | Futam | Futam | Pontszám | Helyezés |
| Versenyző                                   | Versenyszám | 1     | 2     | 3     | 4     | 5     | 6     | 7     | Pontszám | Helyezés |
| ------------------------------------------- | ----------- | ----- | ----- | ----- | ----- | ----- | ----- | ----- | -------- | -------- |
| Yasuo Hozumi                                | Finn dingi  | 198   | 531   | 344   | 499   | 469   | (183) | 265   | 2306     | 23.      |
| Mizuki Yamada Yoshimatsu Sakaibara          | Csillaghajó | (101) | 101   | 118   | 136   | 154   | 261   | 101   | 871      | 26.      |
| Isii Maszajuki Setsuo Kawada Yutaka Okamoto | Sárkányhajó | 210   | 328   | 190   | (152) | 453   | 210   | 254   | 1645     | 22.      |

## Vívás
Férfi
| Versenyző                                                         | Versenyszám       | Csoportkör | Csoportkör        | Csoportkör | Csoportkör       | Csoportkör        | Csoportkör  | Csoportkör        | Csoportkör | Csoportkör        | Csoportkör | Helyezés    |
| Versenyző                                                         | Versenyszám       | 1. kör | 1. kör            | 2. kör | 2. kör           | Negyeddöntő       | Negyeddöntő | Elődöntő          | Elődöntő   | Döntő             | Döntő      | Helyezés    |
| Versenyző                                                         | Versenyszám       | Ellenfél Eredmény | Hely.             | Ellenfél Eredmény | Hely.            | Ellenfél Eredmény | Hely.       | Ellenfél Eredmény | Hely.      | Ellenfél Eredmény | Hely.      | Helyezés    |
| ----------------------------------------------------------------- | ----------------- | --- | ----------------- | --- | ---------------- | ----------------- | ----------- | ----------------- | ---------- | ----------------- | ---------- | ----------- |
| Funamizu Micujuki                                                 | Tőr, egyéni       | 1. csoport · Joseph Paletta Jr. (USA) · 5-0 · Michel Steininger (SUI) · 5-3 · Ahmed El-Husseini (RAU) · 5-3 · Orlando Azinhais (POR) · 5-0 · Mark Midler (URS) · 1-5                                                             | 1.                | 6. csoport · Allan Jay (GBR) · 5-4 · Eugene Glazer (USA) · 5-1 · Kamuti Jenő (HUN) · 2-5 · Roger Closset (FRA) · 2-5 · Attila Csipler (ROU) · 2-5 · Rájátszás: · Attila Csipler (ROU) · 5-4 · Allan Jay (GBR) · 3-5 · Eugene Glazer (USA) · 4-5 | 6. Rájátszás: 4. | kiesett           | kiesett     | kiesett           | kiesett    | kiesett           | kiesett    | helyezetlen |
| Ókava Heizaburó                                                   | Tőr, egyéni       | 8. csoport · Orvar Lindwall (SWE) · 5-4 · Charles El-Gressy (MAR) · 5-0 · Trần Văn Xuan (VIE) · 5-0 · Jean Link (LUX) · 1-5 · Kamuti László (HUN) · 4-5 · Brian McCowage (AUS) · 3-5                                             | 4.                | kiesett | kiesett          | kiesett           | kiesett     | kiesett           | kiesett    | kiesett           | kiesett    | helyezetlen |
| Tabucsi Kazuhiko                                                  | Tőr, egyéni       | 11. csoport · Jurij Sziszikin (URS) · 3-5 · Raúl Cicero (MEX) · 3-5 · Ivan Lund (AUS) · 2-5 · Mohamed Gamil El-Kalyoubi (RAU) · 4-5 · Jean-Claude Magnan (FRA) · nem vívtak · Manuel Borrego (POR) · nem vívtak                  | 7.                | kiesett | kiesett          | kiesett           | kiesett     | kiesett           | kiesett    | kiesett           | kiesett    | helyezetlen |
| Tabucsi Kazuhiko                                                  | Párbajtőr, egyéni | 3. csoport · Alberto Pellegrino (ITA) · 5-3 · Raúl Martínez (ARG) · 5-4 · George Carpenter (IRL) · 5-4 · Claudio Polledri (SUI) · 5-3 · Abderrahman Sebti (MAR) · 5-4 · David Micahnik (USA) · 1-5                               | 1.                | 3. csoport · François Dehez (BEL) · 5-1 · Dieter Fänger (EUA) · 5-6 · Göran Abrahamsson (SWE) · 3-5 · Giuseppe Delfino (ITA) · 2-5 · Guram Kosztava (URS) · 3-5                                                                                 | 5.               | kiesett           | kiesett     | kiesett           | kiesett    | kiesett           | kiesett    | helyezetlen |
| Sonosuke Fujimaki                                                 | Párbajtőr, egyéni | 8. csoport · Max Dwinger (NED) · 5-3 · Henri Bini (MON) · 5-1 · Arnold Csarnusevics (URS) · 2-5 · José Fernandes (POR) · 3-5 · Georg Neuber (EUA) · 1-5 · Rájátszás: · Georg Neuber (EUA) · 4-5 · Max Dwinger (NED) · nem vívtak | 5. Rájátszás: =2. | kiesett | kiesett          | kiesett           | kiesett     | kiesett           | kiesett    | kiesett           | kiesett    | helyezetlen |
| Tsugeo Ozawa                                                      | Párbajtőr, egyéni | 10. csoport · Norbert Brami (TUN) · 5-2 · Adalbert Gurath Jr. (ROU) · 2-5 · Eddi Gutenkauf (LUX) · 4-5 · Wiesław Glos (POL) · 0-5 · James Margolis (USA) · 2-5 · José de Albuquerque (POR) · 0-5                                 | 7.                | kiesett | kiesett          | kiesett           | kiesett     | kiesett           | kiesett    | kiesett           | kiesett    | helyezetlen |
| Tsugeo Ozawa                                                      | Kard, egyéni      | 3. csoport · Jacques Ben Gualid (MAR) · 5-2 · Jürgen Theuerkauff (EUA) · 1-5 · Ryszard Zub (POL) · 3-5 · Borisz Sztavrev (BUL) · 0-5                                                                                             | 4.                | kiesett | kiesett          | kiesett           | kiesett     | kiesett           | kiesett    | kiesett           | kiesett    | helyezetlen |
| Sonosuke Fujimaki                                                 | Kard, egyéni      | 6. csoport · Horváth Zoltán (HUN) · 0-5 · Jacques Roulot (FRA) · 1-5 · Daniel Sande (ARG) · 2-5 · Ramón Martínez (ESP) · 2-5 · António Marquilhas (POR) · nem vívtak                                                             | 6.                | kiesett | kiesett          | kiesett           | kiesett     | kiesett           | kiesett    | kiesett           | kiesett    | helyezetlen |
| Funamizu Micujuki                                                 | Kard, egyéni      | 12. csoport · Jacques Lefèvre (FRA) · 5-4 · Trần Văn Xuan (VIE) · 5-4 · David van Gelder (ISR) · 5-0 · Allan Kwartler (USA) · 1-5 · Teodoro Goliardi (URU) · 4-5 · Rájátszás: · Jacques Lefèvre (FRA) · 3-5                      | 4.                | kiesett | kiesett          | kiesett           | kiesett     | kiesett           | kiesett    | kiesett           | kiesett    | helyezetlen |
| Funamizu Micujuki Ókava Heizaburó Tsugeo Ozawa Tabucsi Kazuhiko   | Tőr, csapat       | 4. csoport · Szovjetunió (URS) · 1-15 · Belgium (BEL) · 6-10 | 3.                | kiesett |                  | kiesett           |             | kiesett           |            | kiesett           |            | =13.        |
| Sonosuke Fujimaki Ókava Heizaburó Tsugeo Ozawa Tabucsi Kazuhiko   | Párbajtőr, csapat | 2. csoport · Magyarország (HUN) · 4-9 · Mexikó (MEX) · 9-7 | 2.                | Szovjetunió (URS) · 0-9 |                  | kiesett           |             | kiesett           |            | kiesett           |            | =9.         |
| Sonosuke Fujimaki Funamizu Micujuki Tsugeo Ozawa Tabucsi Kazuhiko | Kard, csapat      | 2. csoport · Lengyelország (POL) · 2-14 · Ausztria (AUT) · 5-11 | 3.                | kiesett |                  | kiesett           |             | kiesett           |            | kiesett           |            | =13.        |

## Vízilabda
| Japán férfi vízilabdacsapat-játékoskeret                               | Japán férfi vízilabdacsapat-játékoskeret     |
| ---------------------------------------------------------------------- | -------------------------------------------- |
| - Kanji Asanuma - Fudzsimoto Sigenobu - Kató Mineo - Motonobu Miyamura | - Takanao Sato - Simizu Jódzsi - Takagi Kóki |

### Eredmények
Csoportkör
A csoport
| Csapat                          | M | Gy | D | V | G+ | G– | Gk  | P |
| ------------------------------- | - | -- | - | - | -- | -- | --- | - |
| Olaszország (ITA)               | 3 | 3  | 0 | 0 | 21 | 8  | +13 | 6 |
| Románia (ROU)                   | 3 | 2  | 0 | 1 | 12 | 5  | +7  | 4 |
| Egyesült Arab Köztársaság (RAU) | 3 | 0  | 1 | 2 | 7  | 17 | –10 | 1 |
| Japán (JPN)                     | 3 | 0  | 1 | 2 | 5  | 15 | –10 | 1 |

| 1960. augusztus 25. 20:30 | Japán (JPN) | 3 – 3 | Egyesült Arab Köztársaság (RAU) |  |
| 1960. augusztus 25. 20:30 | (2 – 1)     |       |                                 |  |
| 1960. augusztus 25. 20:30 |             |       |                                 |  |

| 1960. augusztus 26. 22:40 | Olaszország (ITA) | 8 – 1 | Japán (JPN) |  |
| 1960. augusztus 26. 22:40 | (2 – 1)           |       |             |  |
| 1960. augusztus 26. 22:40 |                   |       |             |  |

| 1960. augusztus 27. 22:00 | Románia (ROU) | 4 – 1 | Japán (JPN) |  |
| 1960. augusztus 27. 22:00 | (1 – 0)       |       |             |  |
| 1960. augusztus 27. 22:00 |               |       |             |  |

| Csapat      | Helyezés |
| ----------- | -------- |
| Japán (JPN) | 14.      |